# 银牌

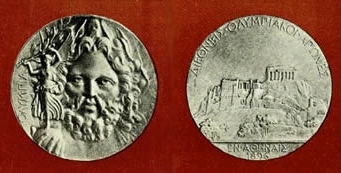
雅典奧運會（1896年）銀牌

银牌通常是奖励给某项竞赛（例如奥运会等体育比赛）第二名优胜者的奖牌。竞赛的一、三名优胜者一般是分别获得金牌和铜牌。这种做法据说是由一位犹太人的国王首创的。
银牌通常都不是用纯银制作的，但银子是贵重金属之一，因此称之为银牌是象征性地表明该奖项的价值。但是银牌往往是银色的。
在最初举行的几届现代奥林匹克运动会中，曾有一段时间是将银牌和铜牌作为第一、二名的奖牌颁与获奖者的。